# Helictotrichon imberbe
Helictotrichon imberbe là một loài thực vật có hoa trong họ Hòa thảo. Loài này được (Nees) Veldkamp mô tả khoa học đầu tiên năm 1983.